# Helicopsyche vergelana
Helicopsyche vergelana is een schietmot uit de familie Helicopsychidae. De soort komt voor in het Neotropisch en het Nearctisch gebied.